# Александър V Князчето
Александър V по прякор Коконул (Князчето) (на румънски: Alexandru Coconul) (1611 – 26 юни 1632) е княз на Влашко от 14 август 1623 до 3 ноември 1627 и по-късно на Молдова от юли 1629 до 29 април 1630 г. Той и брат му Михня III са последните потомци по кръвната линия на Влад Цепеш.
Във Влашкото и в Молдовското княжество, както и в съседните Трансилвания и Полша князът се избира от болярския съвет. За да бъде издигнат на трона, както и за да се задържи на власт, той се нуждае от тяхната подкрепа във всеки един момент, както и от подкрепата най-често на Османската империя, тъй като и двете княжества до 1859 г. са васални на султана.
Александър е най-големият син на Раду IX Михня, когото той наследява на трона още като дете през 1623 г. След четири години загубва властта във Влашко, но през 1629 г. е избран за войвода на Молдова.
Умира в Константинопол на 26 юни 1632 на 21-годишна възраст, по всяка вероятност отровен.

## Семейство
На 14-годишна възраст през 1625 г. Александър е оженен за фанариотката Роксандра Беглици (1610 – 1684). След неговата смърт младата вдовица е омъжена повторно за Александър Маврокордат. Тя живее до 79-годишна възраст и умира през 1684 г.